# Mac OS X v10.8
Mac OS X 10.8 cu numele de cod 'Mountain Lion' a fost lansat pe 25 iulie 2012. Apple a lansat OS X 10.8 Mountain Lion pentru 19.99 dolari pe Mac App Store.  Cea mai recentă versiune OS X oferă o serie de noi caracteristici împrumutate de la iOS și unele specifice Mac.

## Caracteristici noi sau schimbate

### Aplicații actualizate
- Chess (Șah) - aplicația suportă Game Center
- Dashboard - widgeturile pot fi gestionate similar cu Launchpad
- Game Center - adoptat de la iOS
- Notes - acum separat de Mail cu suport notițe desktop și sincronizare cu iOS
- Preview - capacitatea de a completa formulare în documente PDF care nu conțin câmpuri reale
- Reminders - suportă aplicații listă și este separat de Calendar
- Safari 6 - are un Omnibar bun care arată utilizatorului textul articolului fără reclame
- Time Machine - posibilitatea de a face backup-uri rotative pe suporturi de stocare medii

### Aplicații redenumite
- Address Book în Contacts
- iCal în Calendar

## Cerințe de sistem
- 2 GB RAM
- 8 GB pe HDD sau SSD
- Pentru a face upgrade Mac-ul trebuie să fie cel puțin 10.6.8

Pentru a putea actualiza la Mac OS X Mountain Lion, Mac-ul trebuie să fie compatibilă cu lista:
- iMac (Mid 2007 sau mai nou)
- MacBook (la sfârșitul anului 2008 de Aluminium sau la începutul anului 2009 sau mai nou)
- MacBook Pro (Mid/Late 2007 sau mai nou)
- MacBook Air (din 2008 sau mai nou)
- Mac mini (începutul anului 2009 sau mai nou)
- Mac Pro (începutul anuluiy 2008 sau mai nou)
- Xserve (începutul anului 2009)